# هوكر سايدلي ترايدنت
هوكر سايدلي ترايدنت  (بالإنجليزية: Hawker Siddeley Trident)‏ هي طائرة ركاب نفاثة، للمدى القصير والمتوسط، من صناعة هوكر سايدلي البريطانية. تعتبر أول طائرة بذيل تي (T) وبثلاثة محركات. وكانت أيضا أول طائرة تهبط هبوط أعمى (هبوط بواسطة الاجهزة ولايعتمد على الرؤية البصرية) (بالإنجليزية: Instrument approach (blind landing))‏  وذلك في عام 1965. وكانت تستخدم بشكل أساسي من قبل الخطوط الجوية البريطانية الأوروبية. كان أول طيران لها في 9 يناير 1962. دخلت الخدمة في 1 أبريل 1964، صنع منها 117 طائرة.

## المستخدمون
- الخطوط الجوية البريطانية الأوروبية
- الخطوط الجوية البريطانية
- الخطوط الجوية القبرصية
- الخطوط الجوية العراقية
- الخطوط الجوية الكويتية[2]